# Conférence des présidents d'Espagne

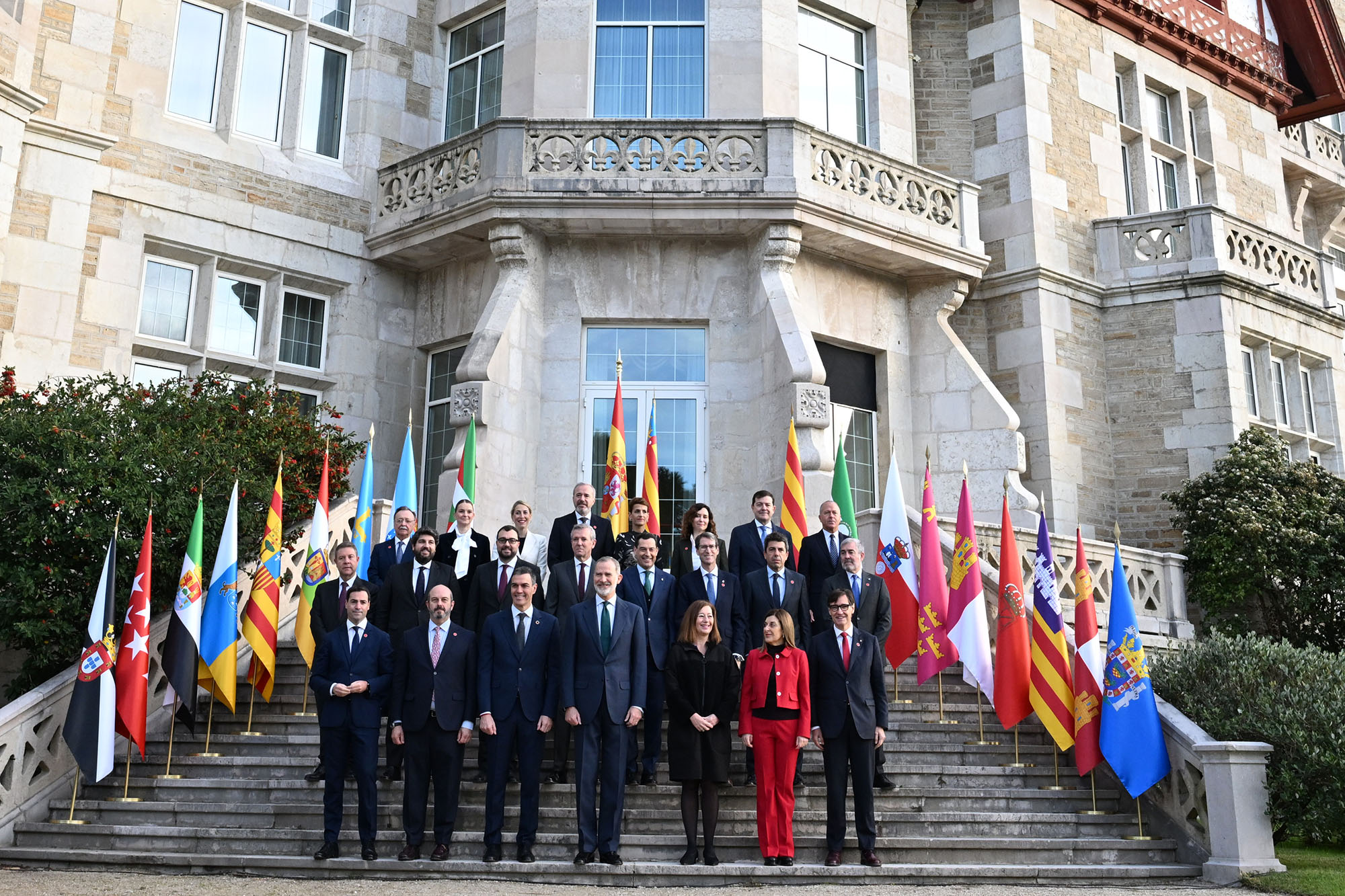
Photo de groupe de la XXVIIe conférence des présidents et du roi Felipe VI à Santander.

La conférence des présidents (en espagnol : Conferencia de Presidentes) constitue en Espagne la plus haute instance de coopération politique entre le gouvernement et les communautés autonomes.
Elle est constituée du président du gouvernement, qui en exerce la présidence, et des présidents des communautés et villes autonomes, soit 20 membres au total.

## Historique

### Création
La création de la conférence est annoncée par José Luis Rodríguez Zapatero lors de son discours d'investiture à la présidence du gouvernement devant le Congrès des députés, le 15 avril 2004. La voyant comme le « complément idoine » d'un Sénat réformé comme chambre de représentation des territoires, il juge qu'avec cette nouvelle instance « il sera simple d'aborder la réforme des instruments de coopération inter-territoriale et d'orchestrer la participation des communautés autonomes à la formation et l'expression de la volonté de l'État au sein de l'Union européenne ». Il ajoute que « de cette manière, nous améliorerons la participation et la coordination de tous les pouvoirs publics, de toutes les administrations publiques ».

### Réunions
La première réunion de la conférence des présidents est convoquée le 28 octobre 2004.